# Adolf Černý

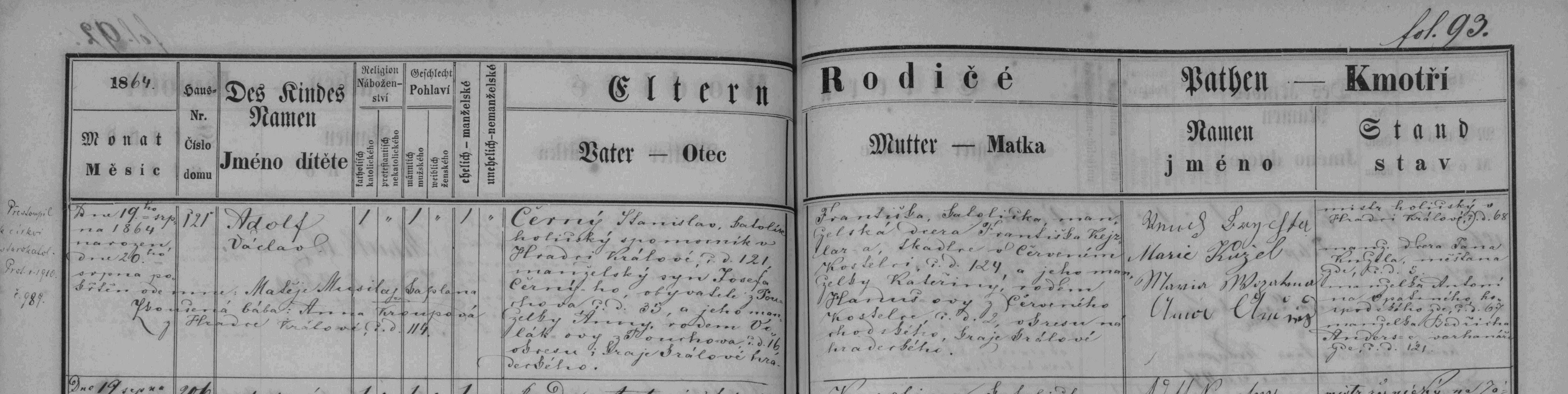
matriční zápis o narození a křtu Adolfa Černého (matrika N 1860-1877 Hradec Králové (SOA Zámrsk))

Adolf Černý (19. srpna 1864 Hradec Králové – 27. prosince 1952 Praha) byl český učitel, diplomat, spisovatel, básník, slavista, sorabista, etnograf, publicista, překladatel a univerzitní lektor slovanských jazyků v Praze.

## Život
Narodil se v rodině Stanislava Černého (1840/1841), holiče a hudebníka a Františky Černé-Kejzlarové (1840/1841). Svatbu měli 23.11.1863. Stanislav byl nejstarší, měl deset sourozenců, z nichž jen tři se dožili dospělého věku: Anna (1866), Barbora (1871) a Boleslav (1881). Roku 1902 se oženil s Boženou Reinerovou (1879–1959), se kterou měl dceru Boženu Dobiášovou (1904).
Po maturitě na reálném gymnáziu (1879) vystudoval učitelský ústav (1883), jako učitel působil v Hradci Králové a v Praze, kde byl v letech 1898–1904 též správcem Národopisného muzea českoslovanského. Od roku 1901 vyučoval na Filozofické fakultě Univerzity Karlovy polštinu a lužickou srbštinu, od r. 1911 i srbochorvatštinu. Po vzniku samostatné ČSR pracoval na ministerstvu zahraničních věcí (r. 1918 expert pro slovanské otázky při čs. delegaci na mírové konferenci v Paříži, od r. 1919 ministerský rada MZV, v letech 1922–1923 legační rada čs. velvyslanectví ve Varšavě). V roce 1927 odešel do důchodu.
Od mládí se cílevědomě věnoval slovanské filologii a soudobým politickým problémům slovanských národů, později zaměřil pozornost také na rozvoj odborně fundované slavistické publicistiky a šíření ideje slovanské vzájemnosti v duchu masarykovského kriticismu. V roce 1898 založil časopis Slovanský přehled a v letech 1898–1914 a 1925–1932 jej redigoval. Hlavním předmětem jeho badatelského zájmu i mnohostranných organizačních aktivit byly jazyk, historie, kultura a folklor Lužických Srbů, jejichž život poznal při každoročních studijních pobytech (1885–1895). Ve své době byl nejvýznamnějším znalcem lužickosrbské kultury zakladatelem české sorabistiky.
Jeho rozsáhlá původní básnická tvorba (pod pseudonymem Jan Rokyta) se vyvíjela od intimní a spirituální lyriky (Když se připozdívá; Světla a bludičky; Lekníny na hlubinách; Za Kristem; Pouta a peruti; Království ticha a smíru; Jadranské dojmy), přes veršovaný autobiografický román (Prokop Rybář), až k náboženské a politické epice, oslavující českou reformaci a národní osvobození (Zpěvník pozdního husity; epos Hus; Písně osvobozeného otroka; Věrní a odhodlaní).
Byl mimořádným členem České akademie věd a umění (od 11. 12. 1916), řádným členem od 23. 5. 1923 a členem Slovanského ústavu. V Praze XVIII bydlel na adrese Střešovická 461.

## Ocenění

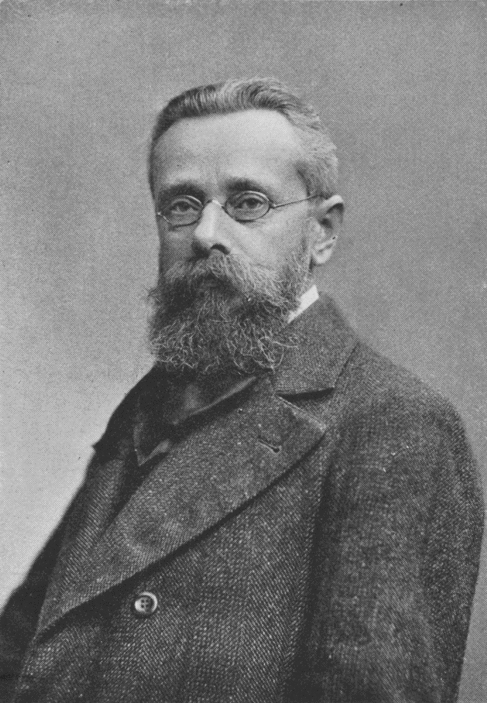
Adolf Černý

- Čestný doktorát Univerzity Karlovy (1946)[1]
- Čestný doktorát Jagellonské univerzity v Krakově (1947)[1]

Po spisovateli je pojmenována ulice Rokytova v Brně-Židenicích.

## Dílo[7][8]

### Verše
- Když se připozdívá – 1897
- Světla a bludičky – 1898
- Lilie z Tvých zahrad – 1898
- Lekníny na hlubinách – 1900
- Viděl jsem duši ženy – 1902
- Za Kristem – 1903
- Pouta a Peruti – 1905
- Hradby padají – 1905
- Válka: k obrazům Emila Holárka – 1906
- Království ticha a smíru – 1907
- Prokop Rybář: veršovaný román – 1913
- Balkánské zpěvy – 1913
- Jadranské dojmy –1915
- Zpěvník o Janu Husovi – 1915
- Lesní pohádka – 1918
- Na staroměstském rynku – 1918
- Zpěvník pozdního husity – 1918
- Písně osvobozeného otroka – 1919
- Hus: báseň epická – 1919
- Alžběta Šramínová: veršovaný románek – 1919
- Žižka, náš bratr věrný – 1926
- Zimní pohádka – 1928
- President Osvoboditel – 1937
- Věrní a odhodlaní – 1938

### Próza
- Lužické obrázky: drobné povídky – Praha: F. Šimáček, 1890

### Studie
- Narodne hłosy lužickoserbskich pěsni – Budyšín: Mačica Serbska, 1888
- Druha zběrka narodnych hłosow łužickoserbskich pěsní – Budyšín: Mačica Serbska, 1888
- Wobydlenje Łužiskich Serbow – 1889
- Mythiske bytosće Łužiskich Serbow I. – Budyšín: M. Hórnik, E. Mukki, 1893
- Svatba u Lužických Srbů – Praha: vlastním nákladem, 1893
- Různé listy o Lužici: Feuilletony a drobné črty – Praha: Edvard Grégr, 1894
- Za Edvardem Jelínkem – Praha: v. n., 1897
- V údolí Resie – 1899
- K otázce shody rusko-polské: místo odpovědi na otevřený list profesora Zdziechowského – Praha: v. n., 1900
- Herta Wićazec: žiwjenje a pisma prěnjeje serbskeje basnjerki – Budyšín: E. Muka, 1901
- O slovanské vzájemnosti v době přítomné – Praha: v. n., 1906
- U italských slovanů – Praha: v. n., 1906
- Važte si české školy! – a tři překlady: Poslední škola: Alphonse Daudet, z francouzštiny B. F.; Ich bin kein Preusse!: Laura Klieler, z dánštiny J. F. Khun; Z denníku poznaňského učitele: Henryk Sienkiewicz, z polštiny Václav Kredba. Praha: F. Simáček, 1906
- Dalmatský ostrov Ráb – Praha: s. n., 1909
- Stawizny basnistwa łužiskich Serbow – Budyšín: Mačica serbska, 1910
- Lužice a Lužičtí Srbové – Praha: J. Otto, 1912
- Lužická otázka: úvahy, studie a výzvy v době světového převratu – Plzeň: Karel Beníško, 1918
- Slovanstvo za světové války: studie, úvahy a črty z doby válečného převratu – Plzeň: K. Beníško, 1919
- Masaryk a Slovanstvo – Praha: Čas, 1921
- O potřebě mravní a náboženské obrody v našem národě – 1921
- Z náboženské tradice české: přednáška – 1921
- Obnova českého bratrství: přednáška – 1922
- Dva ohlasy české minulosti: přednáška – 1922
- Za J. Baudouinem de Courtenay: 13. III. 1845–3. XI. 1929 – Praha: s. n., 1929

### Překlady veršů
- Starý mládenec [hudebnina]: píseň pro bas s průvodem klavíru – složil Bohuslav Jeremiáš; slova Handrij Zejler. České Budějovice: K. Stieglmaier,
- Výbor básní – Jakub Ćišinski; Světová knihovna 509
- Wječorne pěsnje – V. Hálek; do lužické srbštiny. Budyšín: v. n., 1888
- Výbor písní – H. Zejler. Praha: Jan Otto, 1895
- Veselka – Stanislav Wyspiaňski. Praha: J. Otto, 1919
- Soudcové – S. Wyspiański
- Básně – Silvije Strahimir Kranjcevic; autorizovaný překlad ze srbochorvatštiny. Praha: J. Otto, 1920

### Překlady prózy
- Asja – I. S. Turgeněv. Ruská knihovna XXVI
- První láska – A. Michajlov; z ruštiny. 2. vydání ve Světové knihovně
- Tré povídek: Zimní večer. Slečna Růža. Světlo ve zříceninách – Eliza Orzeszkova. Praha: J. Otto, 1917
- Martin Luba: divadelní hra – Sewer/Ignacy Maciejowski a Tadeusz Miciński; z polštiny. Praha: F. Simáček, 1899
- Karikatury: divadelní hra – J. A. Kisielevski; z polštiny. 1902
- Hra srdcí – Stefan Kiedrzyński; z polštiny
- Král Duch – Juliusz Słowacki

Dalšími překládanými polskými autory byli: Jerzy Żuławski, Karol Hubert Rostworowski, Włodzimierz Perzyński

### Jiné
- Průvodce po Národopisném museu českoslovanském (NMČ) – redigoval. Praha: Rada NMČ, 1903
- Vzpomínky Edvarda Jelínka – z jeho literární pozůstalosti vydal. Praha: Máj, 1904
- Haličské obrázky – Ivan Franko; z rusínského originálu přeložil Jar. V. Burian; napsal úvod: Praha: J. Otto, 1907
- Republika Czeskosłowacka: Krótki zarys źycia politycznego, ekonomicznego i kulturalnego – opracowali Adolf Czerny i Wacław Dresler – Poznaň: s. n., 1923
- Slovanské problémy – T. G. Masaryk; vybral a napsal doslov. Praha: Státní nakladatelství, 1928